# Jil Funke
Jil Funke (n. 10 octombrie 1988) este o actriță germană. Funke a început de timpuriu să joace în filme seriale TV ca Unser Charly sau comedia Mitten im Leben. În ultimul timp (2010) joacă rolul lui Lily Rüssmann în serialul german Anna und die Liebe, transmis pe postul Sat 1. A jucat rolul principal în filmul cinematografic Sieben Tage Sonntag.